# Cornelia Meusburger
Cornelia Meusburger (ur. 3 maja 1972 w Bezau) – austriacka narciarka alpejska, dwukrotna medalistka mistrzostw świata juniorów.

## Kariera
Największe sukcesy w karierze Cornelia Meusburger osiągnęła w 1991 roku, startując na mistrzostwach świata juniorów w Geilo. Zdobyła tam złoty medal w kombinacji, wyprzedzając bezpośrednio Urškę Hrovat z Jugosławii oraz Niemkę Martinę Ertl. Parę dni wcześniej wywalczyła także srebrny medal w zjeździe, rozdzielając na podium Céline Dätwyler ze Szwajcarii i Francuzkę Karine Allard. Na tej samej imprezie była także piąta w gigancie i dziesiąta w slalomie.
W zawodach Pucharu Świata zadebiutowała 26 listopada 1993 roku w Santa Caterina, zajmując siedemnaste miejsce w gigancie. Tym samym już w swoim debiucie zdobyła pierwsze pucharowe. Nigdy nie stanęła na podium; nigdy też nie poprawiła wyniku z Santa Caterina. Najlepsze wyniki osiągała w sezonie 1993/1994, kiedy zajęła 90. miejsce w klasyfikacji generalnej. Nie brała udziału w mistrzostwach świata ani igrzyskach olimpijskich. W 1997 roku zakończyła karierę.

## Osiągnięcia

### Mistrzostwa świata juniorów
| Miejsce | Dzień       | Rok  | Miejscowość | Konkurencja | Czas biegu  | Strata  | Zwyciężczyni     |
| ------- | ----------- | ---- | ----------- | ----------- | ----------- | ------- | ---------------- |
| 2.      | 11 kwietnia | 1991 | Geilo       | Zjazd       | 1:08,87 min | +0,19 s | Céline Dätwyler  |
| 5.      | 12 kwietnia | 1991 | Geilo       | Gigant      | 2:09,95 min | +0,59 s | Sabina Panzanini |
| 10.     | 14 kwietnia | 1991 | Geilo       | Slalom      | 1:20,21 min | +2,74 s | Urška Hrovat     |
| 1.      | 14 kwietnia | 1991 | Geilo       | Kombinacja  | ?           | -       | -                |

### Puchar Świata

#### Miejsca w klasyfikacji generalnej
- sezon 1993/1994: 90.
- sezon 1994/1995: 114.
- sezon 1995/1996: 104.

#### Miejsca na podium
Meusburger nigdy nie stanęła na podium zawodów PŚ.